# Bill G. Lowrey
Bill Green Lowrey (* 25. Mai 1862 in Kossuth, Alcorn County, Mississippi; † 2. September 1947 in Olive Branch, Mississippi) war ein US-amerikanischer Politiker. Zwischen 1921 und 1929 vertrat er den zweiten Wahlbezirk des Bundesstaates Mississippi im US-Repräsentantenhaus.

## Werdegang
Bill Lowrey besuchte die öffentlichen Schulen seiner Heimat und die Blue Mountain Academy. Danach studierte er bis 1887 am Mississippi College in Clinton. In den Jahren 1888 und 1889 beendete Lowrey seine Ausbildung mit einem Studium an der Tulane University in New Orleans. In der Folge wurde er im Schuldienst tätig. Von 1889 bis 1898 unterrichtete er am Blue Mountain College, von 1898 bis 1911 leitete er diese Schule. Zwischen 1911 und 1916 war Lowrey Präsident der Amarillo Military Academy in Amarillo (Texas). Bis 1921 hatte er weitere leitende Positionen im Schuldienst inne.
Politisch war Lowrey Mitglied der Demokratischen Partei. 1920 wurde er als deren Kandidat in das US-Repräsentantenhaus gewählt, wo er am 4. März 1921 Hubert D. Stephens ablöste. Nachdem er bei den folgenden Kongresswahlen jeweils bestätigt wurde, konnte er bis zum 3. März 1929 insgesamt vier Legislaturperioden im Kongress absolvieren. Im Jahr 1928 bewarb er sich erfolglos um die erneute Nominierung seiner Partei. Zwischen 1929 und 1935 war Lowrey bei der Verwaltung des Bundesgerichts im nördlichen Mississippi angestellt. Danach zog er sich in den Ruhestand zurück.